# Monumentalbrunnen beim alten Bahnhof Wiedikon

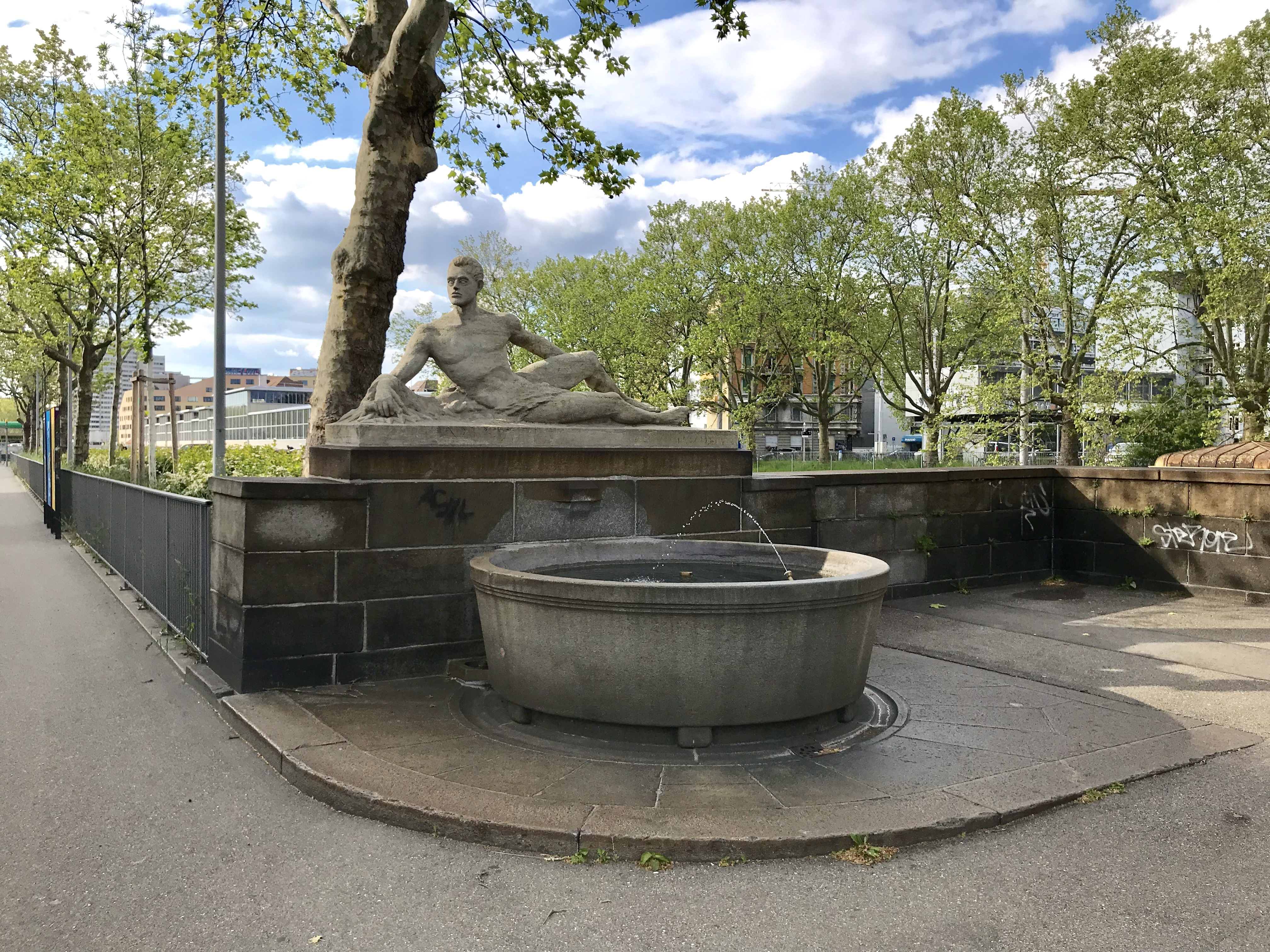
Der Monumentalbrunnen beim alten Bahnhof Wiedikon

Der Monumentalbrunnen beim alten Bahnhof Wiedikon ist ein Brunnen in Zürich. Im Brunnenguide der Stadt Zürich trägt er die Nummer 188. Er führte bis zum Jahr 2000 Trinkwasser, seitdem Quellwasser. 

## Geschichte und Beschreibung
Der Gemeinderat von Wiedikon schloss mit der Direktion der Nordostbahn im Jahr 1889 einen Vertrag zur Errichtung eines Brunnens beim Bahnhof Wiedikon ab. Dieser Vertrag konnte zunächst nicht eingehalten werden. Ein Vorschlag des Hochbauamtes zur Aufstellung einer Reiterfigur wurde schliesslich abgelehnt. Daraufhin wurde ein Wettbewerb ausgeschrieben, den der Bildhauer Julius Schwyzer gewann. Er schuf 1927 den Brunnen mit dem Standbild eines liegenden Mannes aus Mägenwiler Muschelkalkstein. Das runde Brunnenbecken steht vor einer Balustrade, auf der die Figur liegt. Sie stützt sich auf den rechten Ellenbogen, lagert auf der rechten Hüfte und hat das linke Bein leicht angezogen.  
Nachdem der Brunnen 1933 mit politischen Aufschriften in roter Farbe beschmiert worden war, erfolgte eine aufwändige Reinigung. Im Zuge der Sanierung 1986 durch Josef von Wyl wurden das Becken ausgeschliffen sowie Risse und Fehlstellen mit Acryl ausgebessert.